# Barkflugor
Barkflugor (Megamerinidae) är en familj av tvåvingar. Barkflugor ingår i ordningen tvåvingar, klassen egentliga insekter, fylumet leddjur och riket djur. Enligt Catalogue of Life omfattar familjen Megamerinidae 15 arter. 
Kladogram enligt Catalogue of Life och Dyntaxa:
| barkflugor | \| \| Megamerina \| \| \| \| \| \| Protexara \| \| \| \| \| \| Texara \| \| \| \| |
|            | \| \| Megamerina \| \| \| \| \| \| Protexara \| \| \| \| \| \| Texara \| \| \| \| |
|            | Megamerina                                                                        |
|            |                                                                                   |
|            | Protexara                                                                         |
|            |                                                                                   |
|            | Texara                                                                            |
|            |                                                                                   |

## Bildgalleri

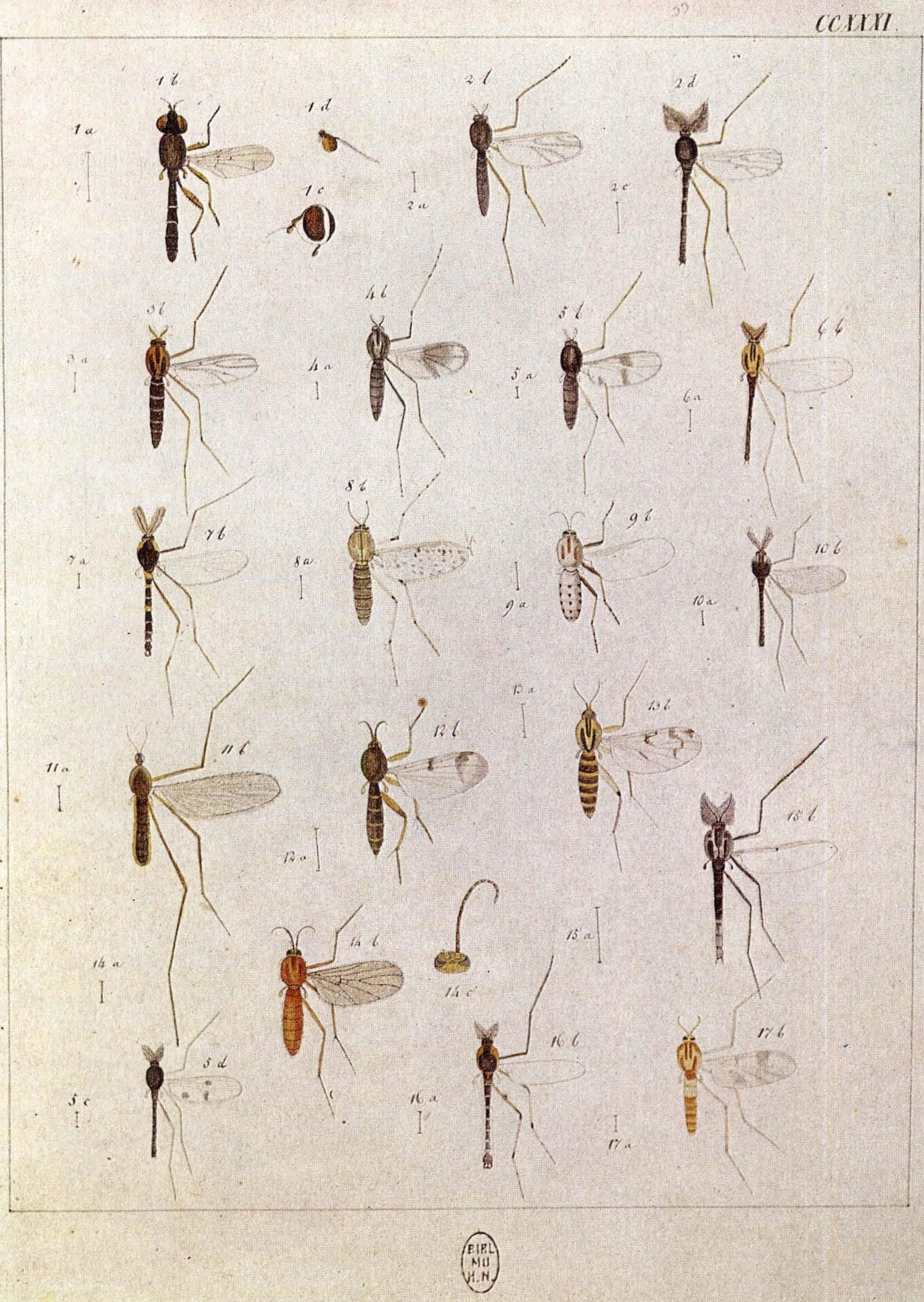
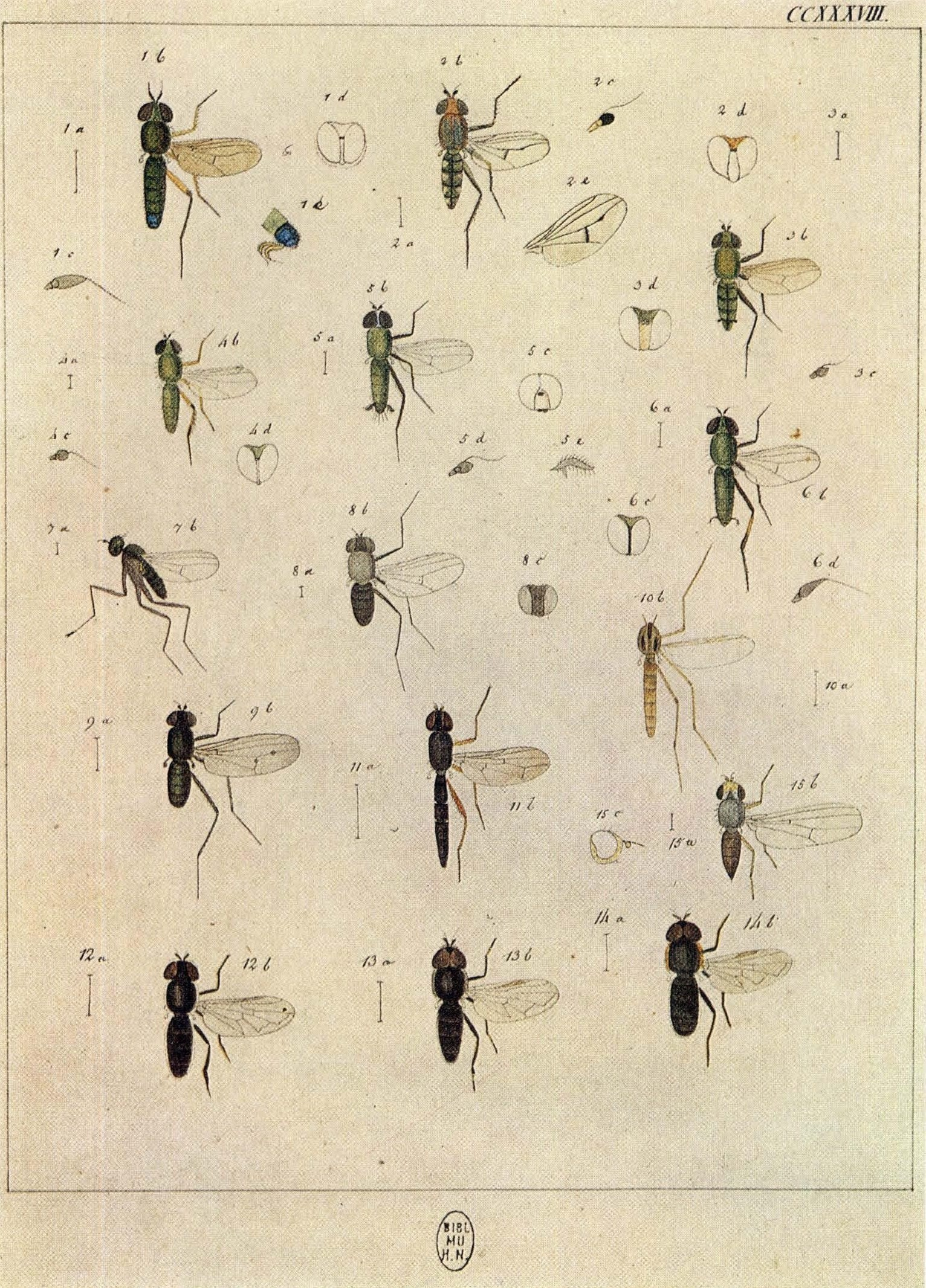
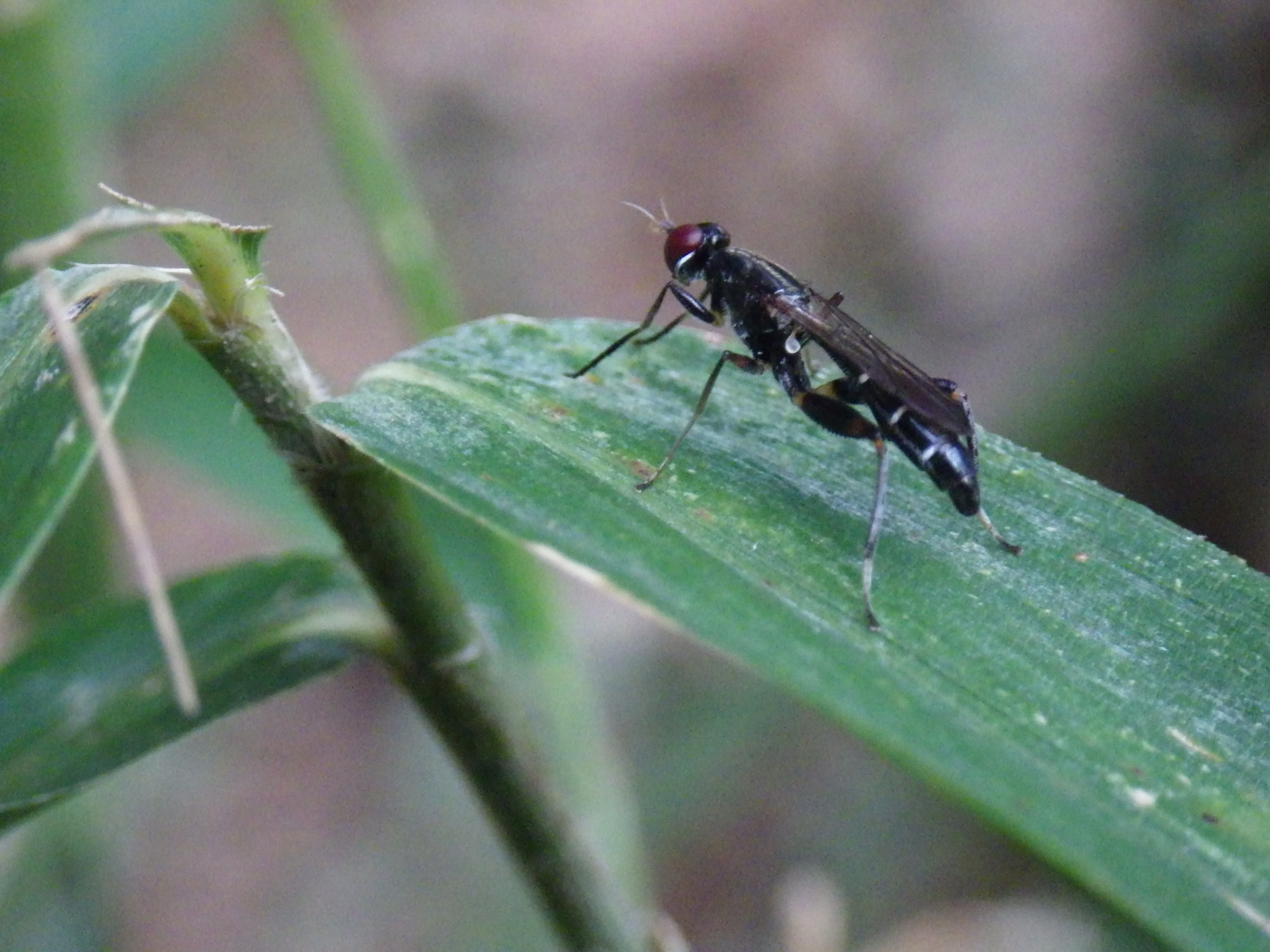